# アルツァフの首相
アルツァフの首相（アルツァフのしゅしょう）は、アルツァフ共和国（ナゴルノ・カラバフ共和国とも）にかつて設置されていた役職で、政府の長。1992年1月8日に設置され、2017年の憲法改正で廃止。それ以降は国家大臣（こっかだいじん、アルメニア語: Պետական նախարար、英語: minister of state）職が置かれ、閣僚の中でも筆頭に並べられている。

## 歴代首相の一覧
斜体の日付は、職務として事実上継続していることを示している。
| 代数                     | 肖像                 | 名前                         | 就任日               | 退任日               | 所属政党             |
| アルツァフ共和国首相     | アルツァフ共和国首相 | アルツァフ共和国首相         | アルツァフ共和国首相 | アルツァフ共和国首相 | アルツァフ共和国首相 |
| ------------------------ | -------------------- | ---------------------------- | -------------------- | -------------------- | -------------------- |
| 001                      |                      | オレグ・エサヤン             | 1992年1月8日         | 1992年8月14日        | 無所属               |
| 002                      |                      | ロベルト・コチャリャン       | 1992年8月15日        | 1994年12月24日       | 無所属               |
| 003                      |                      | レオナルド・ペトロシャン     | 1994年12月           | 1998年6月15日        | 無所属               |
| 004                      |                      | ジライル・ポゴシャン         | 1998年6月15日        | 1999年6月30日        | 無所属               |
| 005                      |                      | アヌシャヴァン・ダニエリャン | 1999年6月30日        | 2007年9月14日        | 無所属               |
| 006                      |                      | アライク・ハルチュニャン     | 2007年9月14日        | 2017年9月25日        | 自由なる祖国         |
| アルツァフ共和国国務大臣 |                      |                              |                      |                      |                      |
| 001                      |                      | アライク・ハルチュニャン     | 2017年9月25日        | 2018年6月6日         | 自由なる祖国         |
| 002                      |                      | グリゴリ・マルティロシャン   | 2018年6月6日         | 2021年6月1日         | 無所属               |
| 003                      |                      | アルタク・ベグラリアン       | 2021年6月1日         | 2022年11月4日        | 無所属               |
| 004                      |                      | ルベン・ヴァーダニャン       | 2022年11月4日        | 2023年2月24日        | 無所属               |
| 005                      |                      | グルゲン・S・ネルシシャン    | 2023年2月24日        | 2023年8月31日        | 無所属               |
| 006                      |                      | サンベル・シャフラマニャン   | 2023年8月31日        | 2023年9月18日        | 無所属               |
| 007                      |                      | アルツル・ハルチュニャン     | 2023年9月18日        | 2024年1月            | 自由なる祖国         |
| 008                      |                      | アラム・サルキシャン         | 2024年1月            | 2025年6月11日        | 自由なる祖国         |
| 009                      |                      | ヌジュデ・イスカンダリアン   | 2025年6月11日        | （現職）             | 無所属               |